# Abd-al-Mutakàbbir (nom)
Abd-al-Mutakàbbir és un nom masculí teòfor àrab islàmic (àrab: عبد المتكبر, ʿAbd al-Mutakabbir) que literalment significa «Servidor de l'Orgullós», essent «l'Orgullós» un dels epítets de Déu. Si bé Abd-al-Mutakàbbir és la transcripció normativa en català del nom en àrab clàssic, també se'l pot trobar transcrit Abdul Motakabbir... normalment per influència de la pronunciació dialectal o seguint altres criteris de transliteració. Com a teòfor, també el duen molts musulmans no arabòfons que l'han adaptat a les característiques fòniques i gràfiques de la seva llengua.